# جان کیل
جان دیویس کِیل (به انگلیسی: John Davies Cale) زاده ۹ مارس ۱۹۴۲،موسیقی‌دان، آهنگساز، خواننده و ترانه‌نویس ولزی است و از اعضای بنیان‌گذار گروه اکسپریمنتال راک ولوت آندرگراوند می‌باشد.